# Reece Shearsmith
Reeson Wayne "Reece" Shearsmith (Kingston upon Hull, 1969. augusztus 27. –) angol színész, író, komikus.
Leginkább a Kretének klubja tagjaként ismert, Steve Pemberton, Mark Gatiss és Jeremy Dyson mellett. Pembertonnal később a Psychoville című vígjátékot, valamint az Inside No. 9 című fekete vígjáték antológiasorozatot alkotta, írta és főszerepet játszott benne.

## Élete
A Bretton Hall College-ban tanult drámát, ahol megismerte Mark Gatisst és Steve Pembertont, színész- és írótársait.

## Karrierje

### 1995–2005
A The League of Gentlemen színpadi előadásként indult 1995-ben, majd rádióprogram lett On the Town with The League of Gentlemen címmel 1997-ben, ezután televízión is megjelent a BBC Two-n 1999-ben. A sorozat által Shearsmith és társai elnyertek egy British Academy Television díjat, egy Royal Television Society díjat és egy Golden Rose díjat.
Shearsmith ezután olyan vígjátékokban szerepelt, mint a Max and Paddy's Road to Nowhere és Catterick. A díjnyertes Spaced című vígjáték sorozat két epizódjában és a TLC című kórházi sitcomban is szerepelt.

### 2005–2013
2006 márciusától 2007 januárjáig a The Producers című West End produkcióban szerepelt Leo Bloom szerepében. 2008-ban Shearsmith megszólaltatta Ante hangját a 2006-os norvég animációs film, Szabadítsátok ki Jimmyt! angol DVD-kiadásában.
A Psychoville, amelyet 2009 júniusában mutattak be a televízióban, Shearsmith visszatérését jelentette a BBC Two-hoz. A sorozatot ő és kollégája, Steve Pemberton írta. Mindkét színész számos karaktert játszik a sorozatban.
2010-ben John Landis Burke & Hare című fekete komédiájában szerepelt. 2011 áprilisában Cameron Mackintosh új musicaljében, a Betty Blue Eyes-ban visszatért a West End-re. 2012-ben a színész részt vett a Bad Sugar című sitcom első és egyetlen epizódjában, Olivia Colman, Julia Davis és Sharon Horgan mellett. A sorozat készítését lemondták az írók és a stáb elérhetetlensége miatt.
2013-ban Patrick Troughtont alakította az An Adventure in Space and Time dokumentum-drámában, amelyet Mark Gatiss írt a Doctor Who sorozat létrehozásáról.

### 2014-től
Shearsmith és Pemberton visszatért a BBC Two-hoz egy fekete komédia sorozattal, az Inside No. 9-al. Az antológiasorozat mindegyik epizódja egy másik "kilences számú" helyszínen játszódik. Shearsmith és Pemberton ebben is számos karaktert játszik és két epizódot ők rendeztek. 2014-ben két ITV drámasorozatban is szerepelt, a The Widower című sorozatban, ami igaz történet alapján készült Malcom Webstert alakította, a Chasing Shadows című sorozatban Sean Stone nyomozó őrmester szerepét kapta.
2015-ben Gagan Rassmussen professzort alakította a Doctor Who sorozat kilencedik évadának kilencedik epizódjában, amit szintén Mark Gatiss írt. 2016-ban egy rádióműsorban, a Mid Morning Matters With Alan Partridgeben, egy amerikai musicalsorozatban, a Galavantban és egy fekete komédia sorozatban, a Stagben szerepelt.
Shearsmith önmagaként szerepelt a 2018-as To Trend on Twitter című kisfilmben a CLIC Sargent rákos jótékonysági szervezet megsegítéséért.
2022 szeptemberében Tom George Ecc, pecc, ki lehetsz? című filmében főszerepet játszott.
2023 novemberében Emerald Fennell Saltburn című filmében megjelent egy jelenet erejéig.

## Filmográfia
| Év              | Magyar cím                     | Eredeti cím                            | Szerep                      |
| --------------- | ------------------------------ | -------------------------------------- | --------------------------- |
| 1995            |                                | P.R.O.B.E. – The Devil of Winterborne  | Andrew Powell               |
| 1996            |                                | P.R.O.B.E. – The Ghosts of Winterborne | Andrew Powell               |
| 1997            |                                | Auton                                  | Dr. Daniel Matthews         |
| 1999–2002, 2017 | Kretének klubja                | The League of Gentlemen                | Több                        |
| 1999            | A szerelem forgandó            | This Year's Love                       | Turista                     |
| 2001            | On-lány                        | Birthday Girl                          | Porter                      |
| 2002            |                                | TLC                                    | Dr. Laurence Flynn          |
| 2004            | Haláli hullák hajnala          | Shaun of the Dead                      | Mark                        |
| 2005            | Galaxis útikalauz stopposoknak | The Hitchhiker's Guide to the Galaxy   | További Vogon hangok        |
| 2005            |                                | The League of Gentlemen's Apocalypse   | Több                        |
| 2006            | Szabadítsátok ki Jimmyt!       | Free Jimmy                             | Ante                        |
| 2007            | Miss Marple                    | Agatha Christie's Marple               | Huish felügyelő             |
| 2008            |                                | The Cottage                            | Peter                       |
| 2009–2011       |                                | Psychoville                            | Több                        |
| 2010            |                                | Burke and Hare                         | Mackenzie őrmester          |
| 2010            | Emberek a holdban              | The First Men in the Moon              | Hold                        |
| 2013            | Valahol Angliában              | A Field in England                     | Whitehead                   |
| 2013            | Világvége                      | The World's End                        | Együttműködő                |
| 2013            |                                | An Adventure in Space and Time         | Patrick Troughton           |
| 2014            |                                | The Widower                            | Malcolm Webster             |
| 2014            |                                | Chasing Shadows                        | Sean Stone nyomozó          |
| 2014–           |                                | Inside No. 9                           | Több                        |
| 2015            | Ki vagy, doki?                 | Doctor Who                             | Gagan Rassmussen            |
| 2015            |                                | High-Rise                              | Nathan Steele               |
| 2019            | Elveszett próféciák            | Good Omens                             | William Shakespeare, Furfur |
| 2021            |                                | In the Earth                           | Zach                        |
| 2021            | Venom 2. – Vérontó             | Venom: Let There Be Carnage            | Pap                         |
| 2022            | Ecc, pecc, ki lehetsz?         | See How They Run                       | John Woolf                  |
| 2023            | Saltburn                       | Saltburn                               | Ware professzor             |